# Zlatan Alomerović
Zlatan Alomerović (Priboj, 15 giugno 1991) è un calciatore serbo naturalizzato tedesco, portiere dell'AEK Larnaca.

## Palmarès

### Club

#### Competizioni nazionali
- Campionato tedesco: 2

Borussia Dortmund: 2010-2011, 2011-2012
- Coppa di Germania: 1

Borussia Dortmund: 2011-2012
- Supercoppa di Germania: 2

Borussia Dortmund: 2013, 2014
- Coppa di Polonia: 1

Lechia Danzica: 2018-2019
- Supercoppa di Polonia: 1

Lechia Danzica: 2019
- Campionato polacco: 1

Jagiellonia: 2023-2024
- Coppa di Cipro: 1

AEK Larnaca: 2024-2025